# 石潭九曲
石潭九曲（韓語：석담구곡）位於朝鮮民主主義人民共和國黃海南道的碧城郡，距首府海州市中區西北約12公里的「石潭川」上游。沿著「石潭川」有9道彎的長度達10公里的幽谷蜿蜒曲折，陡岩峭壁，叢林茂密，溪流鏗鏘有聲，彷如樂聲。其中第5彎的風光最秀麗。附近還有「瑤琴亭」、「紹賢書院」、「聽溪堂」等名勝建築。